# Инспекторат Републике Српске
Инспекторат Републике Српске или Републичка управа за инспекцијске послове је самостална републичка управа.
Сједиште Инспектората је у Бањој Луци.

## Организација
Инспекторат Републике Српске обавља инспекцијске, управне, стручне и друге послове путем инспектора организованих у сљедеће инспекције:
- Инспекција за храну,
- Тржишна инспекција,
- Пољопривредна инспекција,
- Шумарска инспекција,
- Ветеринарска инспекција,
- Водна инспекција,
- Техничка инспекција,
- Саобраћајна инспекција,
- Урбанистичко-грађевинска и еколошка инспекција,
- Инспекција рада,
- Здравствена инспекција,
- Просвјетна инспекција,
- Инспекција за заштиту од пожара.

Инспекцијом руководи главни инспектор са положајем помоћника директора Инспектората.
Републичком управом за инспекцијске послове односно Инспекторатом руководи директор.

## Дјелокруг
Републичка управа за инспекцијске послове обавља инспекцијске, управне и друге стручне послове инспекцијског надзора над примјеном прописа који се односе на: квалитет и здравствену исправност хране и предмета опште употребе; промет робе и услуга; дјелатност лобирања; фитосанитарну област и област примарне биљне производње и заштите пољопривредног земљишта; подстицаје у пољопривреди; слатководно рибарство; здравствену заштиту животиња, ветеринарску дјелатност; шумарство, ловство; воде, енергетику, рударство, геологију, нафту, гас, посуде под притиском; саобраћај, везе; просторно уређење, урбанизам, грађење, екологију, геодетске послове; рад, запошљавање, заштиту на раду, здравствену заштиту становништва, лијекове и медицинска средства, радијациону сигурност, хемикалије, биоциде, воду за санитарно-рекреативне потребе, љековите воде, санитарно-техничке и хигијенске услове; социјалну, породичну и дјечју заштиту; предшколско, основно, средње, високо образовање; образовање одраслих; ученички и студентски стандард; културу и спорт и дјелатности из области културе и спорта; заштиту од пожара, експлозивне материје, запаљиве течности и гасове и остале опасне материје и из других области одређеним прописима; давање сагласности на постављање инспектора јединица локалне самоуправе и вршење непосредног надзора над њиховим радом, те израду законских и подзаконских аката из надлежности ове управе.